# Ryszard Świlski
Ryszard Jan Świlski (ur. 4 stycznia 1971 w Gdańsku) – polski polityk i samorządowiec, w latach 2010–2019 członek zarządu województwa pomorskiego, od 2018 w randze wicemarszałka, senator X i XI kadencji.

## Życiorys
W 1996 ukończył studia politologiczne ze specjalnością w zakresie samorządu terytorialnego na Wydziale Nauk Społecznych Uniwersytetu Gdańskiego, a w 2012 studia podyplomowe w Wyższej Szkole Bankowej w Gdańsku. Przez 13 lat pracował w różnych korporacjach, m.in. w towarzystwie ubezpieczeniowym „Heros-Life” i od 1997 do 2002 jako dyrektor sopockiego oddziału Ergo Hestia.
W latach 1994–1998 zasiadał w radzie miejskiej Pruszcza Gdańskiego (jako jej wiceprzewodniczący), a w latach 1998–2002 – w radzie powiatu gdańskiego, pełniąc funkcję jej przewodniczącego. Mandat radnego powiatu uzyskał z listy Akcji Wyborczej Solidarność. W 2002 utrzymał go na kolejną kadencję, w tym samym roku został także wicestarostą gdańskim. W 2005 zrezygnował z obydwu funkcji, obejmując stanowisko zastępcy burmistrza Pruszcza Gdańskiego ds. społecznych. W międzyczasie wstąpił do Platformy Obywatelskiej (został później członkiem jej zarządu w województwie). W 2006 ponownie wybrany z jej list do rady powiatu, zrezygnował jednak z mandatu pozostając wiceburmistrzem Pruszcza Gdańskiego (pełnił tę funkcję do 2010).
W 2010, 2014 i 2018 uzyskiwał mandat radnego sejmiku pomorskiego IV, V i VI kadencji. Objął funkcję przewodniczącego klubu radnych PO w tym gremium. W 2010 i 2014 był wybierany do zarządu województwa pomorskiego, odpowiadał m.in. za Pomorską Kolej Metropolitalną. 26 listopada 2018 awansowany do rangi wicemarszałka.
W wyborach w 2019 z ramienia Koalicji Obywatelskiej został wybrany w skład Senatu X kadencji w okręgu nr 66 z wynikiem 87 639 głosów. W wyborach parlamentarnych w 2023 z powodzeniem ubiegał się o senacką reelekcję, otrzymując 104 759 głosów.

## Wyniki w wyborach ogólnopolskich
| Wybory | Komitet wyborczy  | Komitet wyborczy     | Organ            | Okręg | Wynik           |
| ------ | ----------------- | -------------------- | ---------------- | ----- | --------------- |
| 2019   |                   | Koalicja Obywatelska | Senat X kadencji | nr 66 | 87 639 (57,30%) |
| 2023   | Senat XI kadencji | Koalicja Obywatelska | 104 759 (56,91%) | nr 66 |                 |

## Odznaczenia
W 2011 otrzymał Brązowy Krzyż Zasługi.

## Życie prywatne
Syn Bernarda i Ireny. Żonaty, ma dwójkę dzieci.